# Шарашенское сельское поселение
Шара́шенское се́льское поселе́ние — муниципальное образование (сельское поселение) в составе Алексеевского района Волгоградской области.
Административный центр — хутор Шарашенский.
Глава Алексеевского сельского поселения — Курин Александр Васильевич.

## География
Поселение расположено на юго-востоке Алексеевского района.
Граничит:
- на севере — с Краснооктябрьским сельским поселением и Новоаннинским районом
- на востоке — с городским округом город Михайловка
- на юге — с Кумылженским районом
- на западе — с Солонцовским сельским поселением

## Население
| 2010 | 2012 | 2013 | 2014 | 2015 | 2016 | 2017 |
| ---- | ---- | ---- | ---- | ---- | ---- | ---- |
| 849  | ↘616 | ↗827 | ↘813 | ↘799 | ↘776 | ↘767 |
| 2018 | 2019 | 2020 | 2021 |      |      |      |
| ↘747 | ↘739 | →739 | ↘738 |      |      |      |

## Административное деление
Код ОКАТО Решетовского сельского поселения — 18 202 824 000
Код ОКТМО — 18 602 424
На территории поселения находятся 4 хутора.
| Название    | ОКАТО          | Тип населённого пункта          | Население, тыс. чел |
| ----------- | -------------- | ------------------------------- | ------------------- |
| Шарашенский | 18 202 824 001 | станица, административный центр | 760                 |
| Долговский  | 18 202 824 002 | хутор                           | 0                   |
| Захаровский | 18 202 824 003 | хутор                           | 48                  |
| Решетовский | 18 202 824 004 | хутор                           | 41                  |

## Власть
В соответствии с Законом Волгоградской области от 18 ноября 2005 года № 1120-ОД «Об установлении наименований органов местного самоуправления в Волгоградской области», в Трёхложинском сельском поселении установлена следующая система и наименования органов местного самоуправления:
- Дума Шарашенского поселения (11 октября 2009 года избран второй созыв)
численность (первого созыва) — 8 депутатов[15]
избирательная система — мажоритарная, один многомандатный избирательный округ.
- глава Шарашенского сельского поселения — Скуридин Николай Николаевич (избран 11 октября 2009 года)[3]
- администрация Шарашенского сельского поселения